# Perla (geslacht)

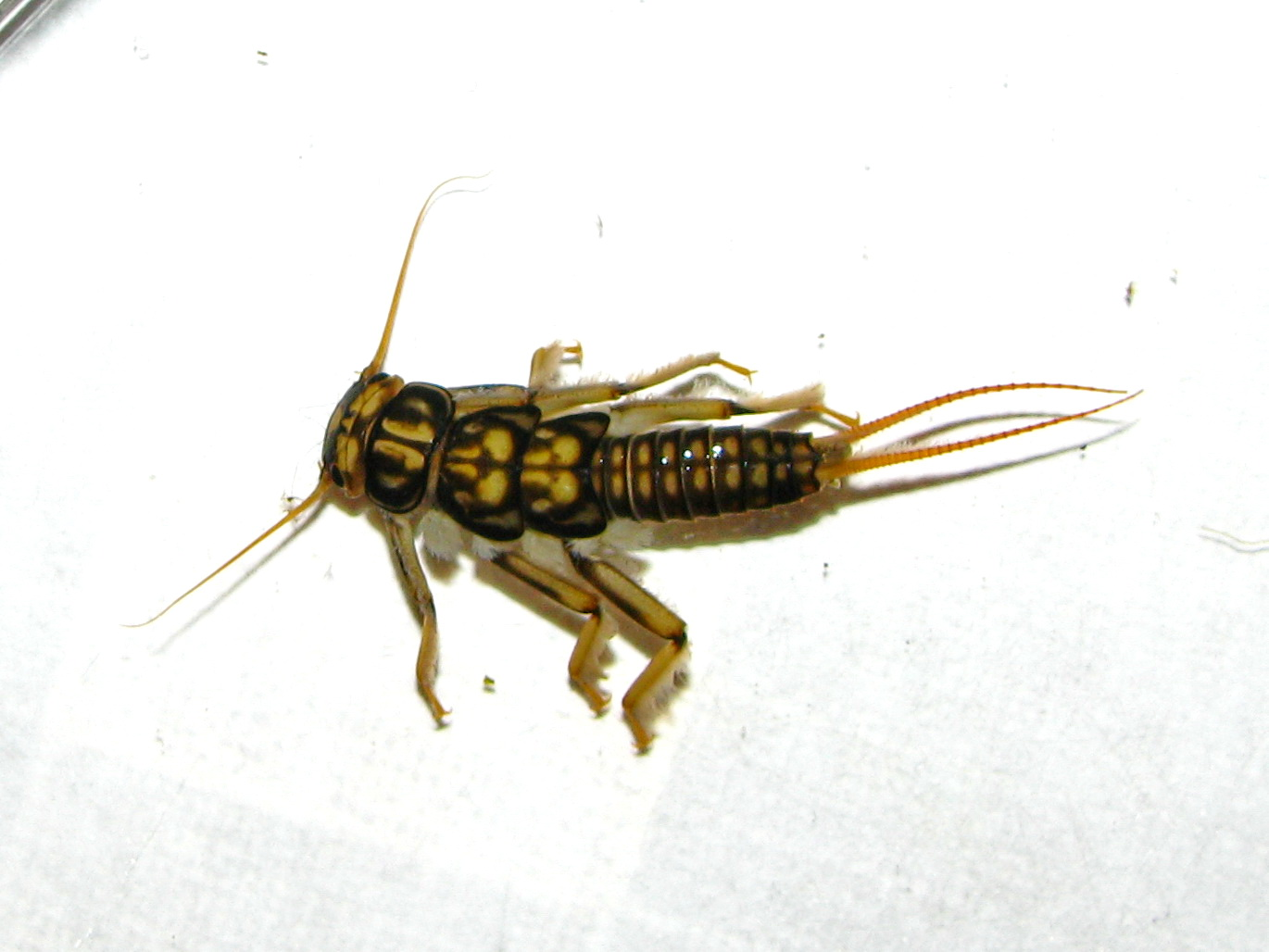
Perla bipunctata

Perla is een geslacht van steenvliegen uit de familie borstelsteenvliegen (Perlidae). De wetenschappelijke naam van het geslacht is voor het eerst geldig gepubliceerd in 1762 door Geoffroy.

## Soorten
Perla omvat de volgende soorten:
- Perla abdominalis Guérin-Méneville, 1838
- Perla aegyptiaca Pictet, 1841
- Perla bipunctata Pictet, 1833
- Perla blanchardi Jacobson & Bianchi, 1905
- Perla burmeisteriana Claassen, 1936
- Perla carantana Sivec & Graf, 2002
- Perla carletoni Banks, 1920
- Perla caucasica Guérin-Méneville, 1838
- Perla caudata Klapálek, 1921
- Perla comstocki Wu, 1937
- Perla coulonii Pictet, 1841
- Perla cymbele Needham, 1909
- Perla duvaucelii Pictet, 1841
- Perla grandis Rambur, 1842
- Perla horvati Sivec & Stark, 2002
- Perla illiesi Braasch & Joost, 1973
- Perla ione Needham, 1909
- Perla kiritschenkoi Zhiltzova, 1961
- Perla madritensis Rambur, 1842
- Perla marginata (Panzer, 1799)
- Perla melanophthalma Navás, 1926
- Perla mexicana Guérin-Méneville, 1838
- Perla minor Curtis, 1827
- Perla nirvana Banks, 1920
- Perla orientalis Claassen, 1936
- Perla pallida Guérin-Méneville, 1838
- Perla shestoperowi Navás, 1933
- Perla xenocia Banks, 1914
- Perla zwicki Sivec & Stark, 2002